# Campionati europei di skeleton 1983
I Campionati europei di skeleton 1983, terza edizione della manifestazione organizzata dalla Federazione Internazionale di Bob e Skeleton, si sono tenuti a Igls, in Austria, sulla Kunsteisbahn Bob-Rodel Igls, il tracciato sul quale si svolsero le competizioni del bob e dello slittino ai Giochi di Innsbruck 1976 e la rassegna continentale del 1981 (unicamente nella specialità maschile). La località tirolese ha quindi ospitato le competizioni europee per la seconda volta nel singolo maschile.

## Risultati

### Skeleton uomini
| Pos. | Atleti        | Nazione  |
| ---- | ------------- | -------- |
|      | Alain Wicki   | Svizzera |
|      | Gert Elsässer | Austria  |
|      | Nico Baracchi | Svizzera |

## Medagliere
| Pos.   | Paese    | Oro | Argento | Bronzo | Totale |
| ------ | -------- | --- | ------- | ------ | ------ |
| 1      | Svizzera | 1   | 0       | 1      | 2      |
| 2      | Austria  | 0   | 1       | 0      | 1      |
| Totale | Totale   | 1   | 1       | 1      | 3      |